# Agoma trimenii
Agoma trimenii är en fjärilsart som beskrevs av Felder 1874. Agoma trimenii ingår i släktet Agoma och familjen nattflyn. Inga underarter finns listade i Catalogue of Life.

## Bildgalleri

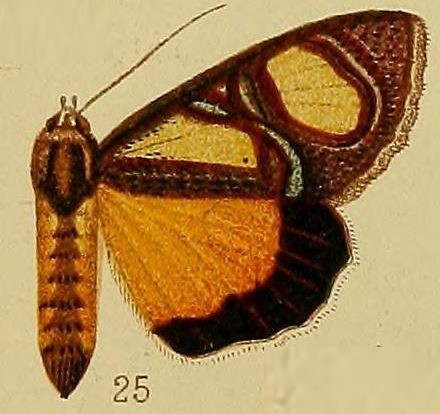